# Враг государства № 1: Легенда
«Враг государства № 1: Легенда» (фр. L'ennemi public n°1) — вторая часть дилогии, основанной на истории легендарного французского преступника Жака Мерина. Режиссёр картины — Жан-Франсуа Рише.

## Сюжет
Вторая часть о жизни французского гангстера Жака Мерина, наводившего ужас на Францию и Канаду в 1970-е годы и прославившегося больше, чем самая яркая кинозвезда. Авантюры Мерина всегда были головокружительно бесшабашными, отчаянно дерзкими и абсолютно непредсказуемыми по своему замыслу. Не зря его называли «человеком с тысячью лиц». Отправляясь на новое крупное дело, он всегда изменял облик, использовал грим, перевоплощаясь до неузнаваемости. Его боготворил народ, им восхищались женщины, а власти считали «врагом государства номер один». Его лихие «подвиги» и многочисленные побеги из тюрем, умопомрачительные любовные романы, феерические приключения и исключительно циничное, но по-галльски остроумное многолетнее издевательство над полицией, — все это ныне превратилось для французов в подлинный народный эпос.

## В ролях
- Венсан Кассель — Жак Мерин
- Людивин Санье — Сильвия
- Матьё Амальрик — Франсуа Бессэ
- Самюэль Ле Бьян — Мишель Ардуин
- Рой Дюпюи — Жан-Пол Мерье
- Елена Анайя — София
- Мишель Дюшоссуа — Пьер Андре Мерин (отец Жака Мерина)
- Мириам Буайе — мать Жака Мерина
- Жерар Ланвен — Шарли Бауэр
- Лора Марсак — журналистка
- Анн Косиньи — адвокат Жака Мерина

## Саундтрек
- Кэри Джеймс — «Le Prix A Payer»
- Seth Gueko — «Le Million»
- Rohff — «Pas De Heros»
- White & Spirit — «Face Au Mur»
- X-Men — «Retiens Mon Nom»
- Tunisiano — «Arrete Moi Si Tu Peux»
- TLF — «Mourir Libre»
- Rim’k, Lino — «L’instinct De Mort»
- White & Spirit — «J’ai Vu Un Tas De Choses»
- Nessbeal — «Amour Eternel»
- Mokless — «Le Temps D’une Balle»
- Akhenaton — «Ma Tete Tourne»
- Said — «Ca Tient A Peu De Choses»
- Rockin’Squatt — «Les Gangsters Ne Vivent Pas Longtemps»
- White & Spirit — «Un Court Moment»
- Veust — «J’allume»
- White & Spirit — «Espoir Dechu»
- Gimenez E, — «„Tchad Unpoe“ La Justice Au Bout De Mon Flingue»
- AkhenatonSur — «Les Levres De La Peur»
- Oxmo Puccino — «Les Chemins De La Gloire»
- The Sugarhill Gang — «Rappers Delight»

## Сборы
В России премьера фильма состоялась 11 декабря 2008 года, мировая премьера — 22 октября 2008 года. Российским прокатом фильма занималась фирма TopFilm Distribution. Выйдя через месяц после первой части, вторая часть не смогла повторить её результаты. Мировые кассовые сборы картины составили 14,82 млн $, в России фильм собрал 1,25 млн $.